# Петитот
Петитот (на английски: Petitot River) е река в северозападна Канада, Северозападни територии и провинции Албърта и Британска Колумбия, десен приток на река Лиард, от системата на река Маккензи. Дължината ѝ от 404 km ѝ отрежда 91-во място сред реките на Канада.
Реката извира в Северозападни територии, североизточно от езерото Бистчо, на (60°05′18″ с. ш. 117°50′09″ з. д. / 60.088333° с. ш. 117.835833° з. д.), на 742 м н.в., тече на югозапад, преминава през езерото в северозападния ъгъл на провинция Албърта, от него се насочва на запад, навлиза в най-североизточната част на провинция Британска Колумбия, завива на северозапад и отново се връща в Северозападните територии. Влива се отдясно в река Лиард, от системата на река Маккензи, на 198 м н.в. до градчето Форт Лиард, от където започва плавателният участък на Лиард.
Площта на водосборния басейн на реката е 23 200 km2, който представлява 8,4% от площта на водосборния басейн на река Лиард. Основен приток – река Теландоа Крийк (ляв)
Реката е кръстена в чест на френския мисионер, картограф и лингвист Емил Петитот (1838-1916), който в периода 1862-1868 г. е мисионер сред местните индиански племена и същевременно извършва мащабни картографски дейности в района.